# محاولة تمصير نادي الزمالك 1917
هي محاولة قام بها إبراهيم علام جهينة لمحاولة تمصير نادي الزمالك في 17 مايو 1917 ضد مجلس أنطوان بيانكي، نتج عن المحاولة إنشاء مجلس بإغلبية مصرية لمدة 20 يوم، ثم رجع بعد ذلك أنطوان بيانكي لرئاسة نادي المختلط.

## قبل بداية المحاولة
فأوض إبراهيم علام جهينة إدارة نادي المختلط في عام 1915 بان ينتقل إليه بفريقه الذي كان يمثل نادي السكة الحديد، الذي كان يمثل مصر بنجاح في تلك الفترة.
كون إبراهيم علام جهينة لجنة سريه في عام 1915 لمحاولة تمصير نادي المختلط برئاسة الدكتور محمد بدر، ووكالة مصطفي حسن، وسكرترية إبراهيم علام جهينة، وعضوية الضابط حسين فووي، و اليوزباشي حسن فهمي إبراهيم، وعبده الجبلاوي.
بدأ جهينة العمل علي تحويل لفتات النادي من اللغة الفرنسية إلي العربية والفرنسية.
ينص جهينة في مذكراته أنه حدث صدام بينه وبين سكرتير النادي شودواه في عام 1915 بسبب ان سور النادي كان مطموس باخشاب الإعلانات، وطلب من مستر شودواه إذالتها، ولكنه رفض. عاد بعد ذلك جهينة إلي لجنته السرية، وقالت له اللجنه أفعل ما هو مناسب، فاجر بعض العمال وكلفهم بأن يزيلوا الأخشاب في الوقت المناسب، واتصل برئيس شركة الإعلانات لإبلاغه أنه سيزيل الإعلانات بعد يوم، ثم قال لهم مدير الشركة سارفع عليكم تعويض، فرد عليه جهينه أرفع ما يحلو لك من الدعاوي سأنفذ حالا، وفي اليوم التالي أرسل صاحب الشركة عمال واخذوا الخشب خوفا علي أن تضيع عليهم أخشابهم، واخذوا الخشب بعد يومين. ولم يفتحوه شودواه بكلمة واحدة في هذا الشأن، ويقول جهينه أن شودواه بدأ يضعف أمامهم.
حدث حدث آخر قبل محاولة تمصير  أن جهينه لاحظ ان إدارة النادي المختلط، تقيم زينات واسعة في ملعب كرة القدم، ونصبت صيوانا ورفعت أعلام الدول، فقال جهينه لشودواه ماذا أنتم فاعلون؟، قال أنه يحتفل بمندوبي بارجي حربية فرنسية. وكان بين الحاضرين رئيس الاتحاد المختلط، فثار جهينة، فطلب من شودواه أن ترفرف الأعلام المصرية. فرفض سكرتير الاتحاد المختلط بلغة صعبة، فقال له أمامك نصف ساعة لرفع الأعلام المصرية. فذهب جهينه بسرعة إلى عامل الملعب السوداني وطلب منه ان ياتي بالعمال وحملة الأثقال والمصارعين. فطلب منهم جهينه، فأتي 30 شابًا فطلب منهم جهينة مع إشارته إلقاء الأعمدة، فقال لشودواه أين الأعلام المصرية، فقال لايوجد أعلام. ثم ذهب للفراش وطلب منه الأعلام المصرية، فطلب منه اعطاءه 100 من الأعلام المصرية، وان يعلقها على الصواري. بعد إنتهاء المدة، أعطي إشارة للعمال بإلقاء الأعلام الأجنبية، فذهب إليه شودواه وقال لامانع بتعليق الأعلام المصرية.